# Pseudostaffella
Pseudostaffella es un género de foraminífero bentónico de la subfamilia Pseudostaffellinae, de la familia Ozawainellidae, de la superfamilia Fusulinoidea, del suborden Fusulinina y del orden Fusulinida. Su especie tipo es Pseudostaffella needhami. Su rango cronoestratigráfico abarca desde el Namuriense hasta el Moscoviense (Carbonífero superior).

## Discusión
Clasificaciones más recientes incluyen Pseudostaffella en la subfamilia Eostaffellinae, de la familia Eostaffellidae, de la superfamilia Ozawainelloidea, y en la subclase Fusulinana de la clase Fusulinata. Otras clasificaciones incluyen Pseudostaffella en la familia Pseudostaffellidae.

## Clasificación
Se han descrito numerosas especies de Pseudostaffella. Entre las especies más interesantes o más conocidas destacan:
- Pseudostaffella needhami

Un listado completo de las especies descritas en el género Pseudostaffella puede verse en el siguiente anexo.
En Pseudostaffella se han considerado los siguientes subgéneros:
- Pseudostaffella (Quasistaffella), también considerado como género Quasistaffella
- Pseudostaffella (Semistaffella), también considerado como género Semistaffella